# Armando Rocchi
Armando Rocchi (Roma, 1898 – Perugia, 1970) è stato un militare, prefetto e veterinario italiano.

## Biografia
Nato a Roma nel 1898, allo scoppio della Prima guerra mondiale, parte giovanissimo per il fronte come sottotenente di cavalleria. Ferito alla mascella in Albania (porterà per tutta la vita una protesi alla mandibola), è fatto prigioniero dagli austriaci.
In forza al reggimento "Nizza Cavalleria" del Regio Esercito, a causa del trauma riportato è posto in congedo illimitato nel 1922 con pensione a vita a decorrere dal 1923.
Laureato in zoologia e veterinaria all'Università degli Studi di Perugia, nel 1937 parte volontario per la Spagna inquadrato nella 102ª Legione Camicie Nere (MVSN). Di nuovo ferito, tornerà a combattere nel 1941 nei Balcani operando in Montenegro e di nuovo in Albania col grado di seniore (maggiore) della Milizia volontaria sicurezza nazionale.
Dal 1943 al 1945 ricopre incarichi dirigenziali quali commissario straordinario per l'Emilia-Romagna e capo della provincia di Perugia, dall'ottobre 1943 alla liberazione della città. La sua attività di prefetto si concentra sul ripristino dell'ordine pubblico, vale a dire lotta alle formazioni partigiane che fra l'autunno '43 e il marzo '44 sorgono nelle province di Perugia, Terni e Rieti. Forte dell'esperienza maturata in Jugoslavia nelle operazioni di contro-guerriglia, diventa spina nel fianco del movimento partigiano nel tifernate (eccidio di Villa Santinelli), nello spoletino (Banda Melis), nel reatino e in Valnerina (Banda Lupo, Brigata Gramsci).

### Gli ebrei di Isola Maggiore
Il suo nome è anche legato anche alle vicende degli ebrei residenti nel perugino al tempo della Repubblica Sociale.
Malgrado l'impegno nella lotta anti-partigiana, infatti, il suo ruolo nelle persecuzioni razziali contro i cittadini di origine israelita è ancora oggetto di discussione. Ad esempio, nel suo Gli ebrei dell'Isola Maggiore la storica Janet Kinrade Dethick riporta testimonianze scritte di ebrei perugini nelle quali descrivono un Rocchi disposto ad ascoltare le istanze e le preoccupazioni dei perseguitati. In una di queste Abramo Krachmalnicoff, residente a Perugia, dichiara che il prefetto lo avrebbe avvertito dell'imminente arresto, permettendogli così di evitare la cattura. Il documento si troverebbe negli atti del processo intentato a fine guerra all'ex capo della provincia per le sue responsabilità dall'Allied Authority, nel corso del quale sia Krachmalnicoff sia altri perseguitati Archiviato il 17 aprile 2019 in Internet Archive. testimoniano a favore dell'imputato.
Rocchi avrebbe infatti allestito una residenza "protetta" sull'Isola Maggiore del lago Trasimeno per ospitare ebrei ed altre persone sottoposte a restrizioni, in attesa dall'avanzare del fronte e del definitivo ritiro di tedeschi e fascisti repubblicani da Perugia (12 giugno).

## Dopoguerra
Lascia l'incarico di capo della provincia il 16 giugno 1944. La Corte d'Assise di Bologna lo condanna a 30 anni di carcere per crimini di guerra, pena ridotta a 20 anni in Cassazione nel 1949.
Muore a Perugia nel 1970.